# シルバー (アルバム)
『シルヴァー・ファースト』（Silver）は、アメリカ合衆国のウエスト・コースト系のバンド、シルヴァーが49年前の1976年に発売したアルバム。
ビルボード・アルバム・チャートでの最高位は、142位だった。シングル「Wham Bam (Shang-A-Lang)」（邦題：「恋のバンシャガラン」）という曲がスマッシュ・ヒットを記録し、1976年のビルボード・ホット100における最高位では10月に16位まで上昇した。
短命で解散してしまったため、彼らのアルバムとしてはこの1枚だけしか残されていない。

## 収録曲
1. ミュージシャン - "Musician (It's Not an Easy Life)" (Brent Mydland) 4:47
2. オール・アイ・ワナ・ドゥ - "All I Wanna Do" (Steve Ferguson) 2:40
3. 想い出 - "Memory" (George Thomas/Sandi Lifson) 3:28
4. ノー・ワンダー - "No Wonder" (Greg Collier) 6:01
5. 誰かを信じて - "Trust in Somebody" (Greg Collier) 3:32
6. イッツ・ゴナ・ビー・オールライト - "It's Gonna Be Alright" (John Batdorf) 3:06
7. クライミング - "Climbing" (Brent Mydland) 3:18
8. 恋のバンシャガラン - "Wham Bam (Shang-A-Lang)" (Rick Giles) 3:32
9. ライト・オン・タイム - "Right on Time" (Greg Collier) 2:45
10. さらば恋人よ - "Goodbye, So Long" (John Batdorf) 3:44

## パーソネル
- ジョン・バドーフ (John Batdorf) - ボーカル、ギター
- ブレント・ミッドランド (Brent Mydland) - ボーカル、キーボード
- グレッグ・コリアー (Greg Collier) - ボーカル、ギター
- トム・レドン (Tom Leadon) - ボーカル、ベース
- ハリー・スティンソン (Harry Stinson) - ボーカル、ドラム

## データ
当時のBillboard Hot 100内でのシングル曲「Wham Bam」の主な順位は以下のように推移し、21週間に渡りチャートインしていた。
1976/06/19 - 97 位
1976/07/04 - 78 位
1976/07/10 - 74 位
1976/08/07 - 37 位
1976/09/04 - 23 位
1976/09/18 - 19 位
1976/10/16 - 31 位
1976/10/23 - 36 位
1976/10/30 - 55 位
1976/11/06 - 85 位
1976/12/31 - 71 位
発売レーベル、ディスク番号など
- 1976年 / LP - Arista #4076
- 1991年 / CD - Arista (Japan)
- 2000年 / CD - Magic #5251302
- 2006年 / CD - BMG #37794 (Japan) (24bit Digitally Remastered)

シングル・カット
- Wham Bam (Shang-A-Lang) / Right on Time (1976年)
- Memory / So Much for the Past (1976年)
- Musician (It's Not an Easy Life) (1977年)